# خربة الشناتفة (الشناتفة)
خربة الشناتفة هو دُوَّار يقع بجماعة زعرورة، إقليم العرائش، جهة طنجة تطوان الحسيمة في المملكة المغربية. ينتمي الدوّار لمشيخة الشناتفة التي تضم 3 دواوير. يقدر عدد سكانه بـ 1651 نسمة حسب الإحصاء الرسمي للسكان والسكنى لسنة 2004.

## روابط خارجية
- البوابة الوطنية للجماعات الترابية نسخة محفوظة 12 مارس 2018 على موقع واي باك مشين.
- المندوبية السامية للتخطيط